# Bois de Gerião
Bois de Gerião foi uma banda brasileira originária de Brasília surgida em 1994, dos gêneros ska, hardcore e punk rock, conhecida por fazer um "rock com sopros", empregando instrumentos como trompete e saxofone, em suas composições. O nome da banda faz referência a um dos doze trabalhos de Hércules, em que o herói mitológico roubou os bois do rei Gerião, guardados pelo gigante Eurítion e seu cão de duas cabeças.

## História
A maioria dos membros da banda eram estudantes do Ensino Médio onde conheceram-se e começaram a se encontrar para tocarem juntos.
O primeiro disco data de 2002, chamado Bois de Gerião, de sonoridade mais inclinada para o rock e tendo como produtor Rafael Ramos, e foi lançado de maneira independente. Com esse trabalho a banda passou a frequentar os principais festivais nacionais.
No ano de 2006, o Bois de Gerião gravou seu segundo disco, Nunca Mais Monotonia, lançado em 2006 pela gravadora Prótons e produzido por Carlos Savalla, que também já havia trabalhado com os Paralamas do Sucesso e Pato Fu, entre outras bandas.
O Bois de Gerião sempre foi presença cativa no festival Porão do Rock, que acontece anualmente em Brasília e recebe milhares de fãs do gênero na cidade todos os anos.
O ano de 2009 marcou o fim do grupo e o seu último show. Em uma apresentação realizada no Museu da República, no dia 8 de setembro de 2009, a banda anunciou o seu fim, e alegou que "Estava na hora de acabar. Nós viramos cover de nós mesmos” em meios a efusivos gritos da plateia pedindo para que a banda não encerasse sua atividades.
Apesar do fim, o baterista, Gabriel Coaracy, continuou no ramo musical integrando a banda Móveis Coloniais de Acaju.

## Membros
- Rafael Farret - vocais e guitarra (1994 - 2009)
- Tell Victor - baixo (1994 - 2009)
- Gus - trompete (1994 - 2009)
- Vincent Gautier - saxofone e clarineta. (1994 - 2009)[1][5][13]
- Carlos Franco (Foca) - saxofone
- Fábio - vocais
- Jason - bateria
- Guto - guitarra
- Gabriel Coaracy - bateria (1994 - 2009)
- Luis Ribeiro - baixo (1994 - 2009)

## Discografia
- 2002 - Bois de Gerião (Independente)
- 2006 - Nunca Mais Monotonia (Prótons)